# تيرا ماريانا
تيرا ماريانا (أرض مريم العذراء بلاتينية العصور الوسطى) هو الاسم الرسمي لـليفونيا العصور الوسطى أو ليفونيا القديمة. نشأت عقب الحملة الصليبية الليفونية، وتشكل حدودَها أراضي دولتي إستونيا ولاتفيا اليوم. تأسست في الثاني من شهر فبراير عام 1207، وكانت إحدى إمارات الإمبراطورية الرومانية المقدسة، لكنها فقدت هذا اللقب عام 1215 عندما أعلن البابا إنوسنت الثالث خضوعها المباشر للكرسي الرسولي. كانت تيرا ماريانا مستعمرة.
قسمها السفير البابوي، وليام الموديني، إلى إمارات إقطاعية: دوقية إستونيا (ملكية مباشرة لملك الدنمارك يملك حق الاستفادة منها) ومطرانية ريغا وأبرشية كورلاند وأبرشية دوربات وأبرشية أوزل–ڤيك وأراضٍ خاضعة للإرادة العسكرية من طرف أخوة السيف الليفونيين. عقب معركة سول عام 1236، اندمج أعضاء أخوة السيف المتبقين مع التنظيم التويتوني في بروسيا عام 1237، وأصبح اسمهم التنظيم الليفوني. في عام 1346، استطاع التنظيم الليفوني الحصول على دوقية إستونيا من الدنمارك.
على مر تاريخ ليفونيا العصور الوسطى، شهدت المنطقة صراعًا على السيادة بين الأراضي الخاضعة لسلطة كلّ من الكنيسة والتنظيم والنبلاء الألمان اللادينيين وموطاني بلدات الرابطة الهانزية مثل ريغا وريفال. عقب هزيمة التنظيم التويتوني في معركة غرونفالد عام 1410، تدهور التنظيم التويتوني ودولته وتلاشيا، لكن التنظيم الليفوني استطاع الحفاظ على وجوده المستقل.
في عام 1561، وخلال الحرب الليفونية، انتهى وجود تيرا ماريانا. جرى التنازل عن الأقسام الشمالية منها لصالح السويد فتشكلت دوقية إستونيا، وأصبحت أراضيها الجنوبية جزءًا من دوقية ليتوانيا الكبرى –وبقيت جزءًا من الكومنولث البولندي الليتواني لاحقًا– فتشكلت دوقية ليفونيا ودوقية كورلاند وسِميغاليا. أصبحت جزيرة ساريما جزءًا من الدنمارك. منذ بداية القرن العشرين، استُخدم مصطلح تيرا ماريانا (مارياما بالإستونية) كاسم شعري أو لقبٍ لإستونيا. في عام 1995، أُنشئ وسام صليب تيرا ماريانا تخليدًا لاستقلال إستونيا.

## تاريخ

### الحملة الصليبية الليفونية
كانت الأراضي الواقعة على الشواطئ الشرقية لبحر البلطيق آخر جزء من أوروبا تنتشر فيه المسيحية على يد الكنيسة الرومانية الكاثوليكية. في عام 1193، طالب البابا سلستين الثالث بحملة صليبية ضد الوثنيين في أوروبا الشمالية. تُقارن هذه الحملة أغلب الأحيان بحملة الفرنجة وشارلمان. على أي حال، لم يجرِ الإعلان عن هذه الحملة حتى العام 1197 أو 1198، بينما تُعتبر رسالة البابا إنوسنت الثالث أول شهادة موثوقة عن هذه الحملة. في بداية القرن الثالث عشر، احتل الصليبيون الألمان من غوتلاند وشمال الإمبراطورية الرومانية المقدسة أراضٍ ليفونية ولاتفية على طول نهري دوغافا* وغاوجا. أُنشئ حصن ريغا (عاصمة لاتفيا اليوم) عام 1201، وتأسست جماعة أخوة السيف الليفونيين عام 1202. في سنة 1218، منح البابا هونريوس الثالث ملكَ الدنمارك فالديمار الثاني صلاحية مطلقة لإلحاق كافة الأراضي التي يحتلها في إستونيا بمملكته. فوق ذلك، زار ألبرت فون بوكستهوفن –مؤسس ريغا وزعيم الصليبيين الذين حاربوا الإستونيين من الجنوب– الملكَ الألماني فيليب السوافي وطلب إذنه للهجوم على الإستونيين من الشمال. كان سكان ساريما القدماء وسكان ساميغاليا والكورونيين آخر الشعوب التي أُخضعت ونُصّرت في أوروبا.
اختلفت هذه الحملة عن الكثير من الحملات الأخرى لأن البابا سمح للناس هذه المرة بالذهاب في حملة إلى ليفونيا بدلًا من الذهاب إلى الأراضي المقدسة. طُلب من المشاركين في هذه الحملة ارتداء إشارة الصليب أيضًا، ما جعلهم رسميًا ضمن حملة صليبية.
عقب نجاح الحملة الصليبية، قسم وليام الموديني الأراضي المحتلة من طرف الألمان والدنماركيين إلى إمارات إقطاعية.

### التأسيس
أشرف السفير البابوي وليام الموديني على تقسيم ليفونيا العصور الوسطى عام 1228، وكان التقسيم عبارة عن تسوية بين الكنيسة وأخوة السيف الليفونيين –حينها تزعم الألمان كلا الطرفين– عقب احتلال الفرسان الألمان أراضٍ تابعة للكثير من القبائل الأصلية وإخضاعها، من هذه القبائل نجد الإستونيين الناطقين بالفينية البلطيقية، والليفونيين، واللاتغاليين والسيللونيين والسميغاليين والكورونيين الناطقين باللغات البلطيقية.